# Мост Согласия
Мост Конкорд, или мост Согласия (фр. Pont de la Concorde) — автодорожный арочный мост через Сену в Париже, Франция. Располагаясь на главной оси площади Согласия, мост соединил улицу Рояль с палатой депутатов и завершил таким образом один из ансамблей города. В 1975 году мост получил статус исторического памятника. Один из самых загруженных мостов Парижа.

## Расположение
Мост соединяет набережную Тюильри и площадь Согласия на правом берегу с набережной Орсе и Бурбонским дворцом на левом берегу.
Выше по течению находится мост Леопольда Седара Сенгора, ниже — мост Александра III.

## История
С момента создания площади Согласия парижские архитекторы задумывали заменить временную переправу через Сену в этом оживлённом месте постоянным мостом. В 1787 году работу над его возведением начал мастер французского классицизма Жан-Родольф Перроне. По первоначальному проекту каменные своды имели очень большую пологость (1:13), опоры были запроектированы раздельными в виде парных колонн, соединённых поперечным сводиком, врезающимся в главный. Однако вследствие противодействия Совета инженеров Перроне пришлось заменить пологие (1:13) своды более подъёмистыми (1:9), а опоры сделать монолитными. По фасаду он придал им вид трёхчетвертных тосканских колонн.
В начале строительства мост назывался в честь Людовика XVI, однако по окончании строительных работ в 1791 году его переименовали в мост Революции. При возведении сооружения использовался камень из разобранной Бастилии.

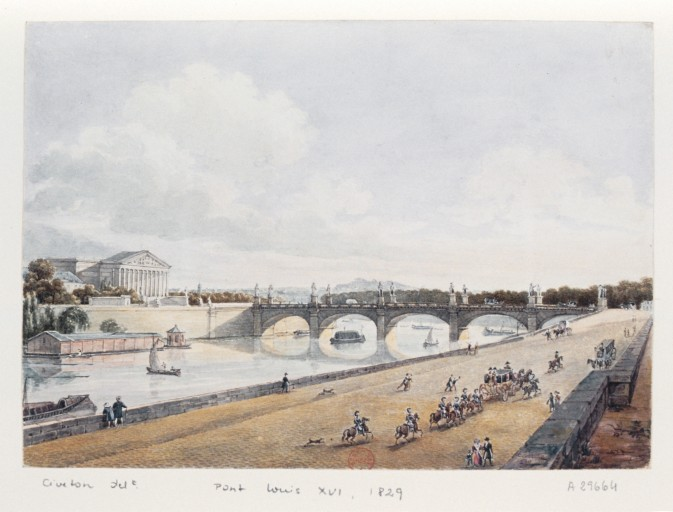
Вид на мост в 1829 году

Опоры моста предполагалось увенчать металлическими обелисками, проект которых Перроне дал в ряде вариантов, но выполнить их так и не удалось. При Наполеоне в 1810 году мост был украшен статуями восьми его генералов, погибших в боях. С реставрацией Бурбонов их заменили статуи ключевых фигур старого режима — великих министров (Сугерий, Сюлли, Ришельё, Кольбер), полководцев (Дюгеклен, Баярд, Конде, Тюренн) и мореплавателей (Турвиль, Сюффрен, Дюкен и Дюге-Труэн). Их тяжесть создавала угрозу обрушения моста, поэтому при Луи-Филиппе скульптурное убранство демонтировали и перевезли в Версаль.
В 1925 году при подготовке к Всемирной выставки проезжая часть моста была расширена до 13,5 м за счёт использования тротуаров, пешеходное движение перенесено на временный мост, располагавшийся ниже по течению.
В 1929 году был утверждён проект расширения моста, разработанный инженерами Девалем и Лангом.
Работы произведены в 1930—1932 гг. Ширину моста увеличили до 35 м. С верховой и низовой стороны моста были построены новые железобетонные опоры на кессонном основании, на которые оперли новые железобетонные своды, повторяющие очертания сводов старого моста.
Во время кризиса 6 февраля 1934 года мост был местом столкновений между протестующими и силами правопорядка.

## Конструкция
Мост пятипролётный арочный. Схема разбивки на пролёты: 25 + 28 + 31 + 28 + 25 м. Пролёты перекрыты круговыми арками, сложенными из кирпича, с верховой и низовой стороны к ним примыкают железобетонные своды. Пяты сводов заложены на одном уровне, что обеспечивает судоходный габарит по всей длине моста. Основание опор сложено из камня на свайном основании, уширенные опоры — железобетонные на кессоном основании. Общая длина моста составляет 153 м, ширина — 35 м (из них ширина проезжей части — 21 м и два тротуара по 7 м).
Мост предназначен для движения автотранспорта и пешеходов. Проезжая часть включает в себя 5 полос для движения автотранспорта. Покрытие проезжей части — гранитная брусчатка, тротуаров — асфальтобетон. Ограждение на мосту — каменные балюстрады из мрамора с фигурными балясинами.
| Расположение моста на Сене           | Расположение моста на Сене | Расположение моста на Сене                      |
| ------------------------------------ | -------------------------- | ----------------------------------------------- |
| Вниз по течению: Мост Александра III |                            | Вверх по течению: Мост Леопольда Седара Сенгора |